# Baosteel

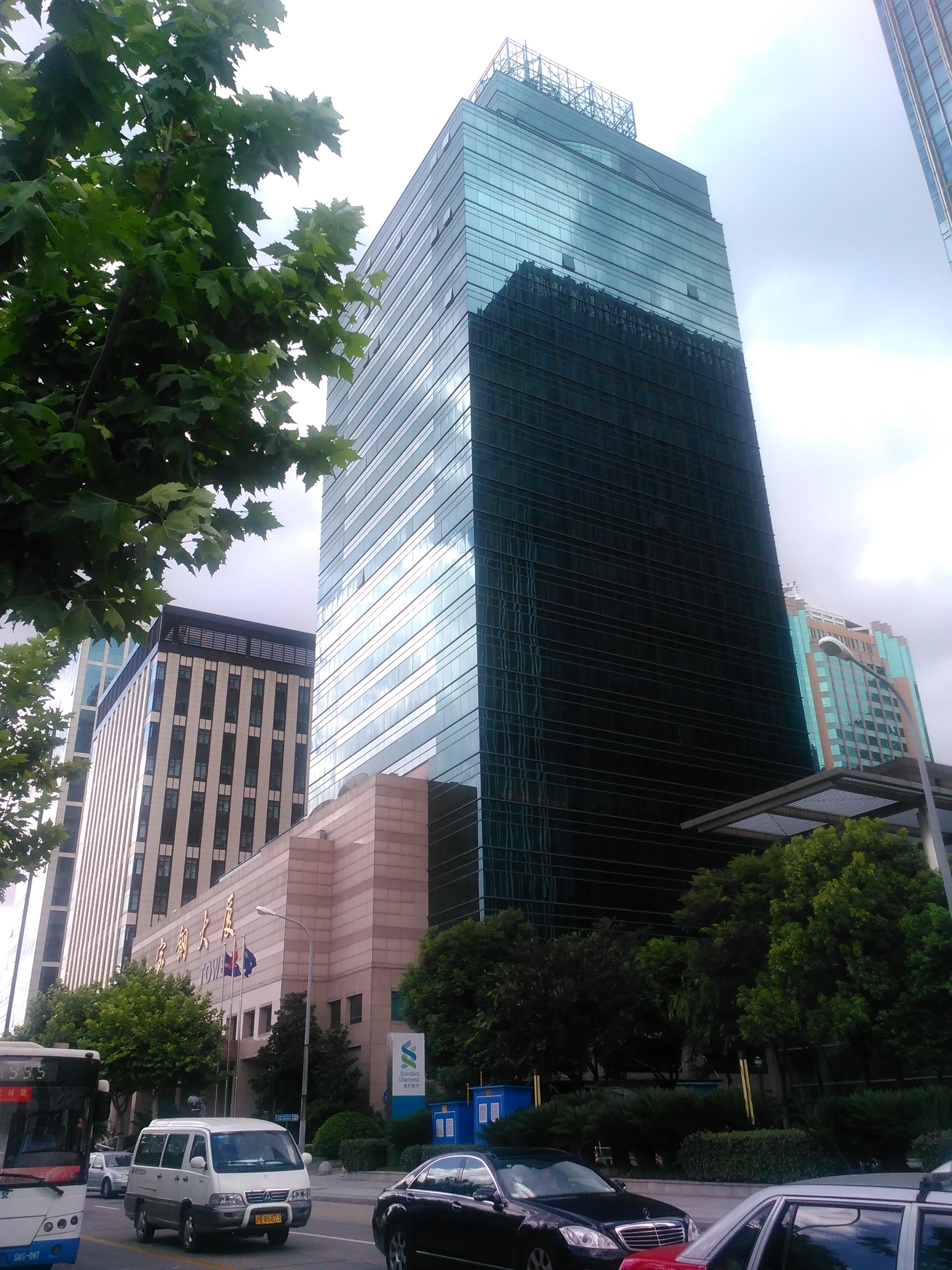
Edifíco sede da Baosteel

A Baosteel é a maior empresa siderúrgica da China. EmpregaVA 130.401 funcionários até o final de 2012, tendo receita anual de cerca de US $ 21,5 bilhões através da produção de um mix de produtos.
Ela firmou contrato com a Cia. Vale do Rio Doce, no valor de 5,5 bilhões de dólares para construir no estado do Espírito Santo a Companhia Siderúrgica de Ubu, localizada na região sul do Espírito Santo. Porém, alegando que o projeto não estava em conformidade com as políticas de meio ambiente, o projeto da construção da Companhia foi cancelado. Curiosamente, no ano de 2009, a Vale anunciou a construção de uma Companhia Siderúrgica no mesmo lugar onde seria construída a CSU em parceria com a Baosteel, porém, o projeto de construção da Companhia seria somente da Vale, porém o projeto foi cancelado anos depois.